# Mezogloea
A mezogloea egy zselészerű anyag, ami a medúzák legnagyobb részét alkotja. Többnyire vízből tevődik össze, azonban számos egyéb anyagot tartalmaz, köztük olyan fonalas fehérjéket, mint amilyen a kollagén vagy a heparán-szulfát-proteoglikánok.

## Leírás
Többnyire nem sejtes, de a csalánozók és a bordásmedúzák mezogloeája is tartalmaz izomkötegeket és idegrostokat. További ideg- és izomsejtek közvetlenül az epitél rétegek alatt vannak. A mezogloeában ezenkívül a bomlástermékeket és a baktériumokat bekebelezés után bontó vándorló amőbociták is vannak. Ezek a fertőzések ellen is védenek antibakteriális vegyületeket termelve.
A mezogloea a többi sejtrétegnél vékonyabb lehet kisebb csalánozókban – például hidrákban – és bordásmedúzákban, nagyobb medúzák testének azonban nagy részét teszi ki. A testet támasztó belső vázként működik. Elasztikus jellemzői segítik alakja visszaállítását izom-összehúzódás általi deformációja után. Azonban a víz megtámasztó felhajtóereje nélkül nem elég merev testsúlyuk megtartásához, így a vízből kikerülve gyakran lelapulnak, vagy akár össze is omolhatnak.
A mezogloea az epidermisz és a gasztrodermisz közt van. Egyes medúzák harangjának epidermisze letörik növekedésekor, így az idősebb medúzák közvetlenül a víznek vannak kitéve.
A mezogloea több, elektronsűrűség alapján megkülönböztethető rétegből áll. Ezek közt a legjobban láthatók a bazális lamina és az interszticiális mátrix.

## A fogalom használata
A gerincesembriológiában használatos (vagyis az embrionális (endo)mezoderma nem differenciált sejtjei, melyekből a kötőszövetek, az erek, a vérsejtek, a nyirokrendszer és a szív származnak) és a gerinctelenzoológiában használatos (az epi- és gasztrodermisz közti többé-kevésbé szilárd, de lazán rendezett, gélmátrixból (a szigorú értelemben vett mezogloeából) és több sejt- és rostbeágyazódásból álló szövet) mezenchima megkülönböztetéséhez egyes szerzők a mezogloeát tágabb értelmében használják a szivacsok, csalánozók és bordásmedúzák középső rétegeit jelentve, a mezenchima szót az embriológiai értelmére korlátozva, azonban Brusca és Brusca 2003-as könyvében nem ajánlják ezt a használatot, a mezogloeát szigorú értelmében használva, és a mezenchima embriológiai és gerinctelenzoológiai értelmének fenntartását ajánlják.

## Fordítás
Ez a szócikk részben vagy egészben  a   Mesoglea című angol Wikipédia-szócikk ezen változatának fordításán alapul.  Az eredeti cikk szerkesztőit annak laptörténete sorolja fel. Ez a jelzés csupán a megfogalmazás eredetét és a szerzői jogokat jelzi, nem szolgál a cikkben szereplő információk forrásmegjelöléseként.